# Рик и Морти (8-й сезон)
Восьмой сезон американского анимационного телесериала «Рик и Морти» стартовал в США в эфире Adult Swim 25 мая 2025 года. Йен Кардони и Гарри Белден, озвучивавшие Рика и Морти впервые в прошлом сезоне, вернулись к своим ролям.

## Эпизоды
| № общий | № в сезоне | Название                                                                         | Режиссёр            | Автор сценария                                 | Дата премьеры | Зрители США (млн) |
| ------- | ---------- | -------------------------------------------------------------------------------- | ------------------- | ---------------------------------------------- | ------------- | ----------------- |
| 72      | 1          | «Саммер всех страхов» «Summer of All Fears»                                      | Филл Марк Сагадрака | Джесс Лочер                                    | 25 мая 2025   | 0,30              |
| 73      | 2          | «Валкирик» «Valkyrick»                                                           | Джейкоб Хэйр        | Скотт Мардер                                   | 1 июня 2025   | 0,47              |
| 74      | 3          | «Рик, Морт, Злой» «The Rick, The Mort & The Ugly»                                | Брайан Кауфман      | Альбро Ланди, Джеймс Сицилиано и Майкл Келлнер | 8 июня 2025   | 0,33              |
| 75      | 4          | «Последнее искушение Джерри» «The Last Temptation of Jerry»                      | Дуглас Айнар Олсен  | Хезер Энн Кэмпбелл                             | 15 июня 2025  | 0,38              |
| 76      | 5          | «Крио Морт Риквер» «Cryo Mort a Rickver»                                         | Филл Марк Сагадрака | Ник Рутерфорд                                  | 22 июня 2025  | н/д               |
| 77      | 6          | «Зарикнутая история Бэттджамин Баттон» «The Curicksous Case of Bethjamin Button» | Юджин Хуан          | Хезер Энн Кэмпбелл и Джесс Лочер               | 29 июня 2025  | н/д               |
| 78      | 7          | «Риканутее, чем вымысел» «Ricker than Fiction»                                   | Дуглас Айнар Олсен  | Роб Шрэб                                       | 6 июля 2025   | н/д               |
| 79      | 8          | «Номортландия» «Nomortland»                                                      | Филл Марк Сагадрака | Альбро Ланди и Джеймс Сицилиано                | 13 июля 2025  | н/д               |
| 80      | 9          | «Папаша Морти» «Morty Daddy»                                                     | Юджин Хуан          | Бет Стеллинг                                   | 20 июля 2025  | н/д               |
| 81      | 10         | «Горячий Рик» «Hot Rick»                                                         | Брайан Кауфман      | Альбро Ланди и Джеймс Сицилиано                | 27 июля 2025  | н/д               |